# Jakub Błaszczykowski
Jakub Błaszczykowski (også kendt som Kuba) (født 14. december 1985 i Częstochowa, Polen) er en polsk fodboldspiller, der spiller som kantspiller hos den tyske Bundesliga-klub VfL Wolfsburg. Han har spillet for klubben siden 2016. Tidligere har han spillet for KS Częstochowa og Wisła Kraków i sit hjemland.
Med Wisła Kraków vandt Błaszczykowski det polske mesterskab i 2005, mens han med Dortmund har vundet to tyske mesterskaber, i henholdsvis 2011 og 2012..
Dortmund betalte Wisła Kraków 2,8 millioner euro for Błaszczykowski. I Dortmund er han kendt under kælenavnet Kuba, der fremgår af hans trøje.

## Klubkarriere
Błaszczykowski begyndte sin fodboldkarriere som professionel i den polske klub Wisla Krakow i 2005, som han samme år blev polske mester med. I 2007 skiftede han til Borussia Dortmund og hjalp klubben vinde Bundesligaen i 2011 og 2012.
I 2016 skrev han en kontrakt med VfL Wolfsburg, men besluttede at forlade klubben for at hjælpe Wisla Krakow, som var i økonomiske vanskeligheder pga. en meget stor gæld. Blaszczykowski donerede 310.000 euro til klubben, og vendte tilbage som spiller, med en uhørlig lav løn. 

## Privatliv
Da han var barn, overværede Kuba en familietragedie. Blaszczykowskis far dræbte hans mor, da drengen var kun 10 år gammel. Hans far kom i fængsel i 15 år, og døde kort tid efter at han kom ud i 2011. Kuba tilegner sin mor hvert mål han scorer, og peger altid mod himlen efter et mål, da han flere gange udtalte, at han kan føle sin mors hjælp og at hun våger over ham. Han havde ingen kontakt med sin far efter den fatale dag, men han gik med til begravelsen.

## Landshold
Błaszczykowski står (pr. 12. juni 2012) noteret for 53 kampe og 10 scoringer for Polens landshold, som han debuterede for den 28. marts 2006 i en venskabskamp mod Saudi-Arabien. Han blev udtaget til den polske trup til EM i 2008, men måtte trække sig inden turneringen på grund af en skade.

## Titler
Polske Liga
- 2005 med Wisła Kraków

Bundesligaen
- 2011 og 2012 med Borussia Dortmund

DFB-Pokal
- 2012 med Borussia Dortmund

DFL-Supercup
- 2008, 2013 med Borussia Dortmund